# Citofaringe
Citofaringe é um canal que existe em certos protozoários como o Paramecium, que estabelece a comunicação entre o citóstoma e o interior do protista.
Esse canal serve para conduzir partículas alimentares por endocitose, com ajuda de movimentos ciliares. Em outros filos, como dos Sarcodina ou Rhizopoda (as amebas), a citofaringe é ausente.